# Талси
Та́лси, также Та́лсы (латыш. Talsiо файле; до 1917 года — Тальсен, нем. Talsen) — город в Латвии.
Расположен в 12 км от железнодорожной станции Стенде. Население города в 2022 году составляло 9350 человек.

## Экономика
В городе развивается пищевая, текстильная, металлообрабатывающая промышленность.

## Культура
Есть краеведческий и художественный музей.

## История
До нашествия немецких рыцарей Талси и его окрестности были обжиты ливами, потом здесь поселились курши. В письменных источниках название Тальсен впервые встречается в 1231 году. О хорошо укреплённом местном замке упоминается в рифмованной хронике. Город в древние времена был важным центром Куршской округи.
Талсинское городище находится на восточном берегу озера Талси. Высота холма — 32 метра над уровнем моря. Оно было одним из наиболее крупных и сильно укреплённых поселений. Данные раскопок свидетельствуют о том, что здесь с X по XIII век находился крупный центр эпохи раннего феодализма. Возведение орденского замка на холме Дзирнавкалнс в конце XIII или в начале XIV века не способствовало росту поселения.
Потом земли Талсинской округи завоёвывали поляки, шведы и русские.
Много талсинцев погибло во время двух эпидемий чумы — в 1657 и 1709 годах.
В Талси преподавали друг и адресат писем Людвига ван Бетховена Карл Фердинанд Аменда, латышский писатель Эрнест Упит-Бирзниек, русский писатель Сергей Сергеев-Ценский. 
Согласно данным Всероссийской переписи 1897 года, город населяло 4200 человек, в том числе латыши (2088 чел.), евреи (1402 чел.), немцы (623 чел.) и представители других национальностей. Права города Талси получил в 1917 году.
18 ноября 1918 года в Латвии была провозглашена Латвийская Республика. Территория Талсинского края, затем уезда, а после 1949 года района много раз меняла свои границы и размеры, но центром территории всегда был город Талси.

## Города-побратимы
- Щёлково, Россия
- Шелтон[англ.], США
- Пренай, Литва
- Таураге, Литва
- Глоструп, Дания
- Курессааре, Эстония
- Сёдерчёпинг, Швеция
- Чортков, Украина

## Галерея

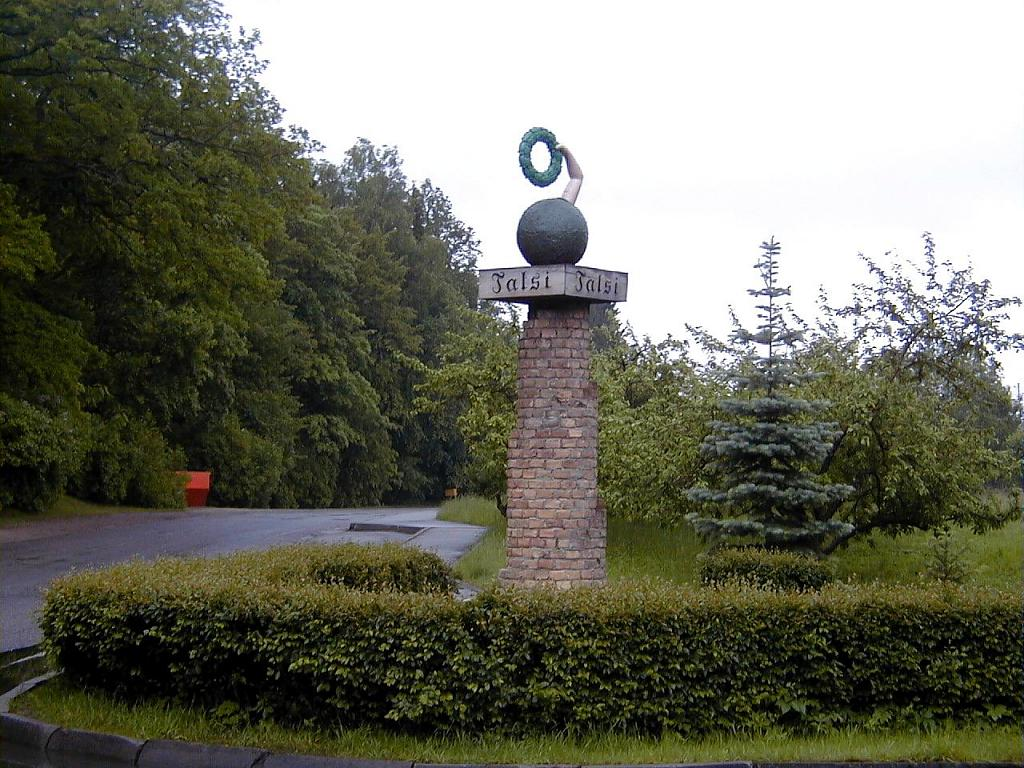
Знак на въезде в город
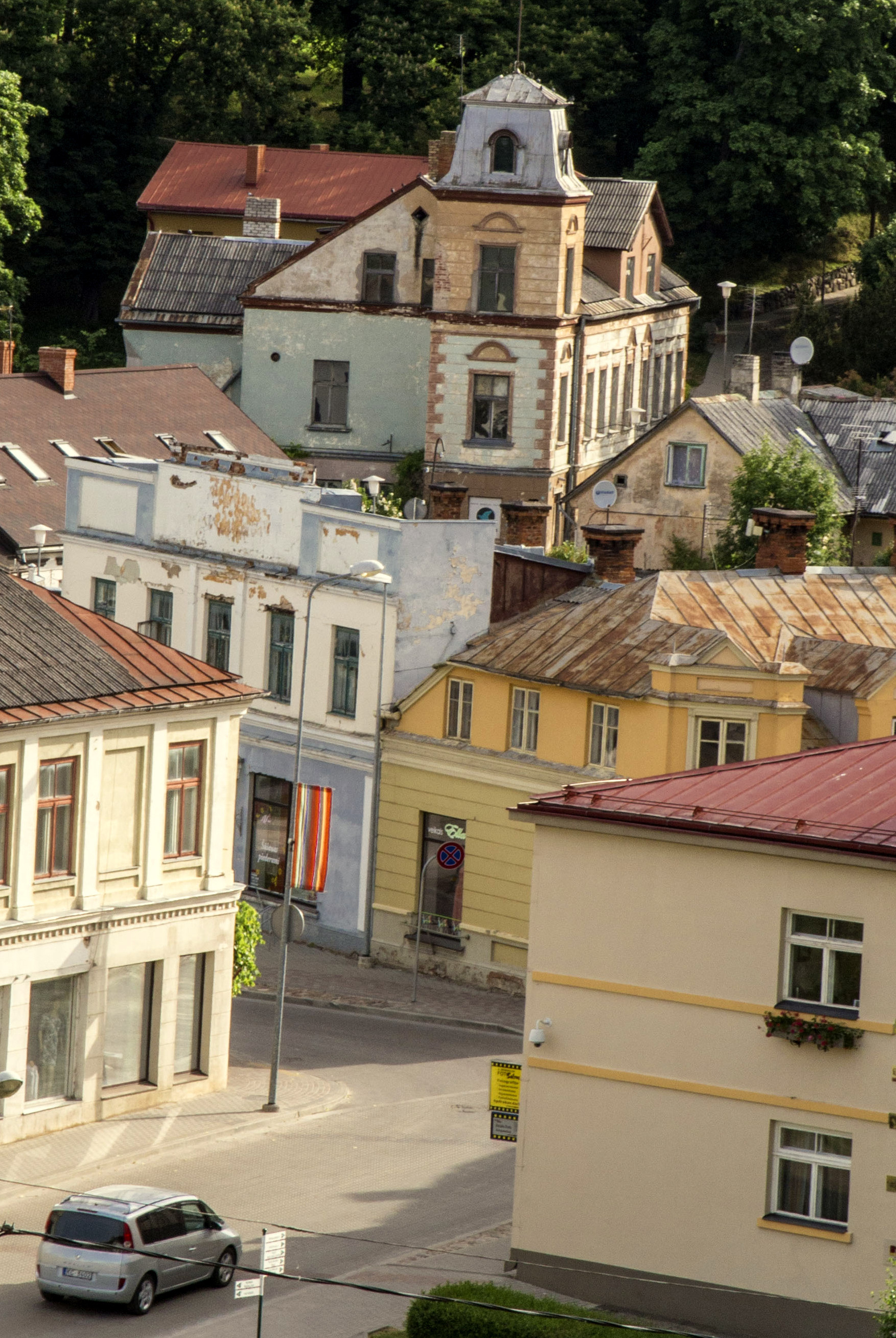
В центре города
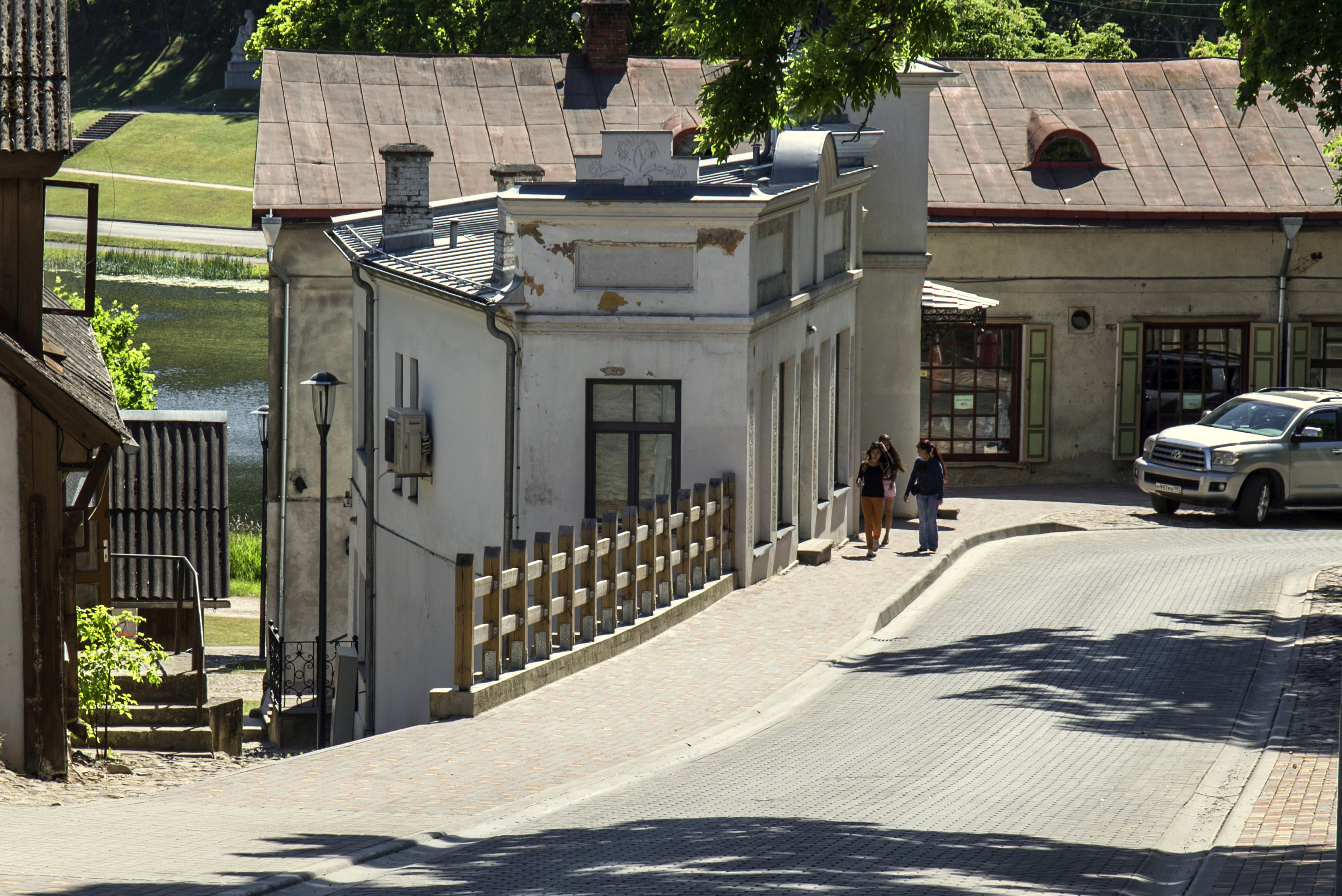
Холмистый рельеф
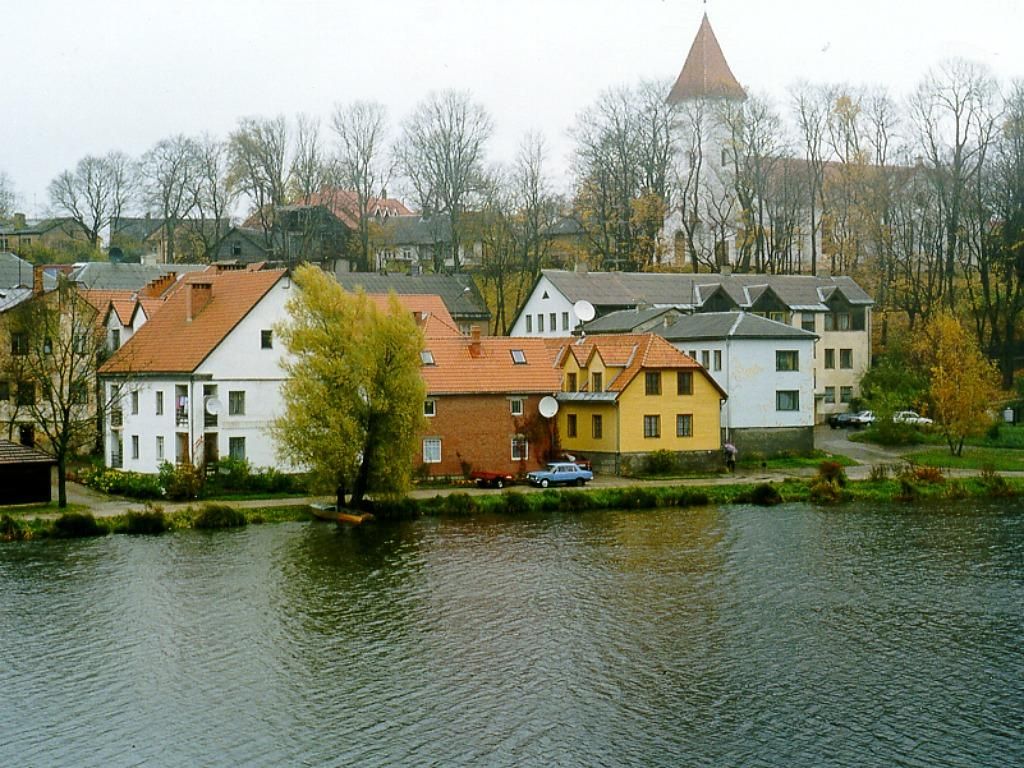
В сердце города несколько водоёмов
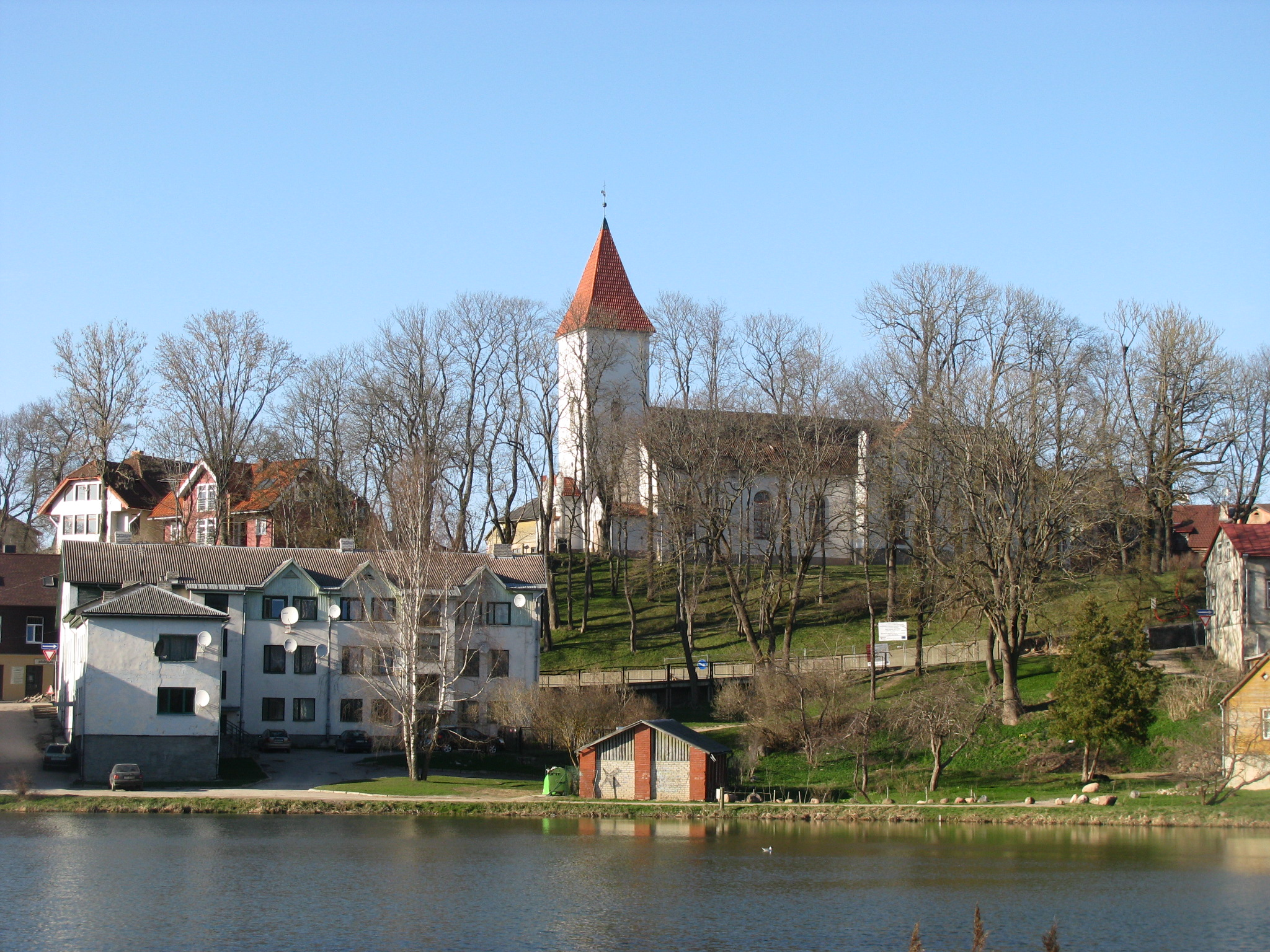
Лютеранская церковь
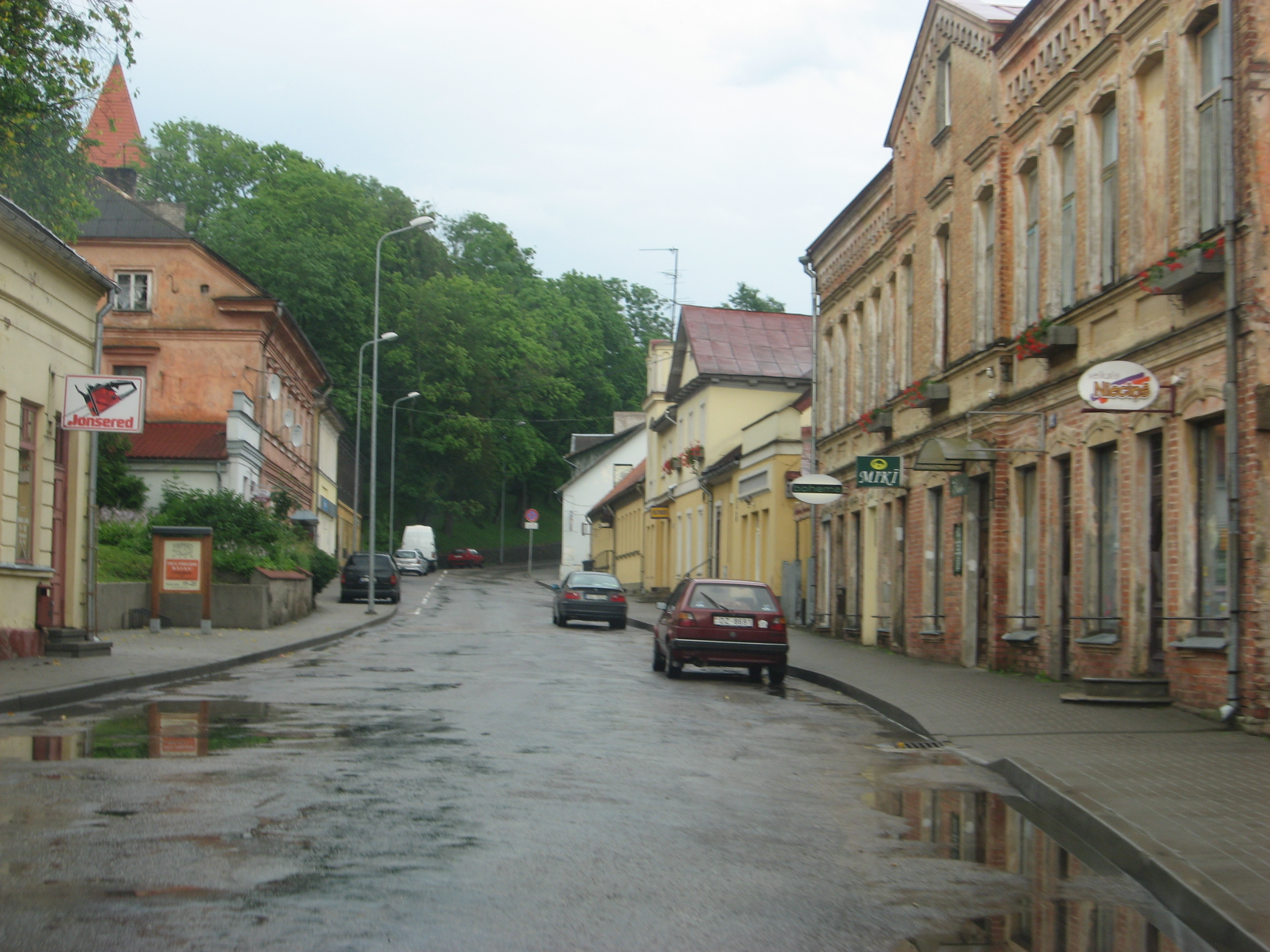
Центр
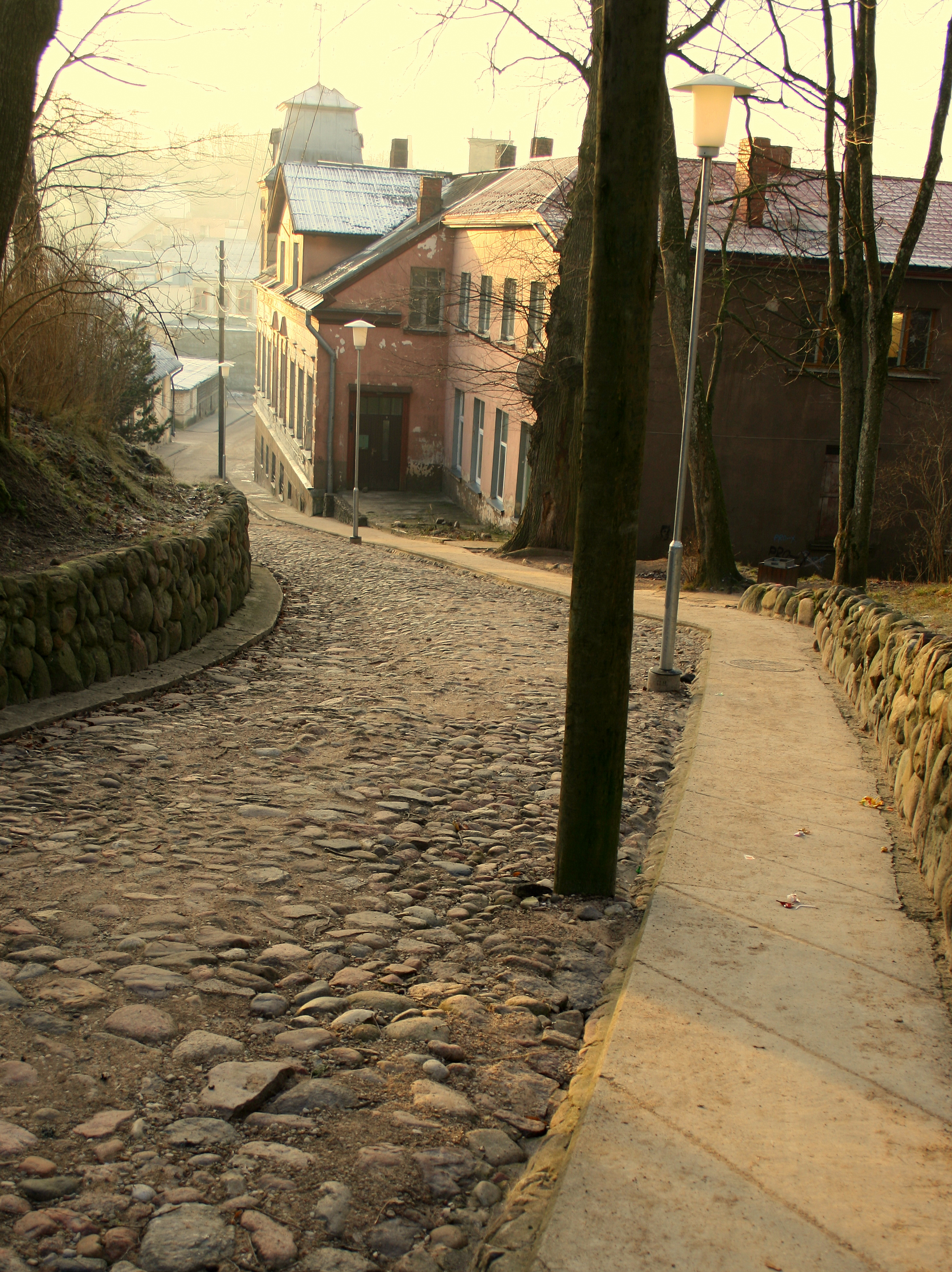
Улица Кална (Горная)
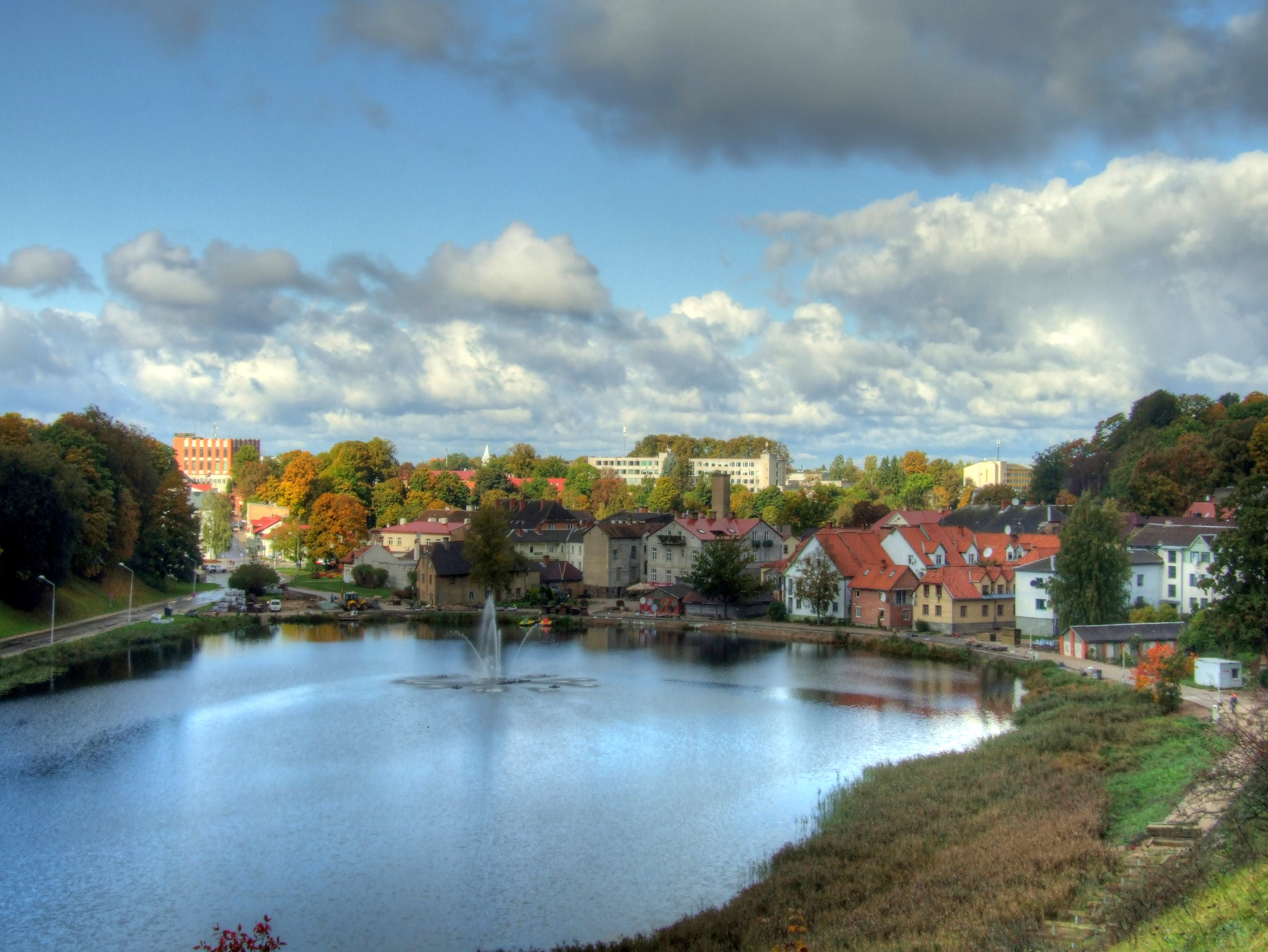
Вид с городища
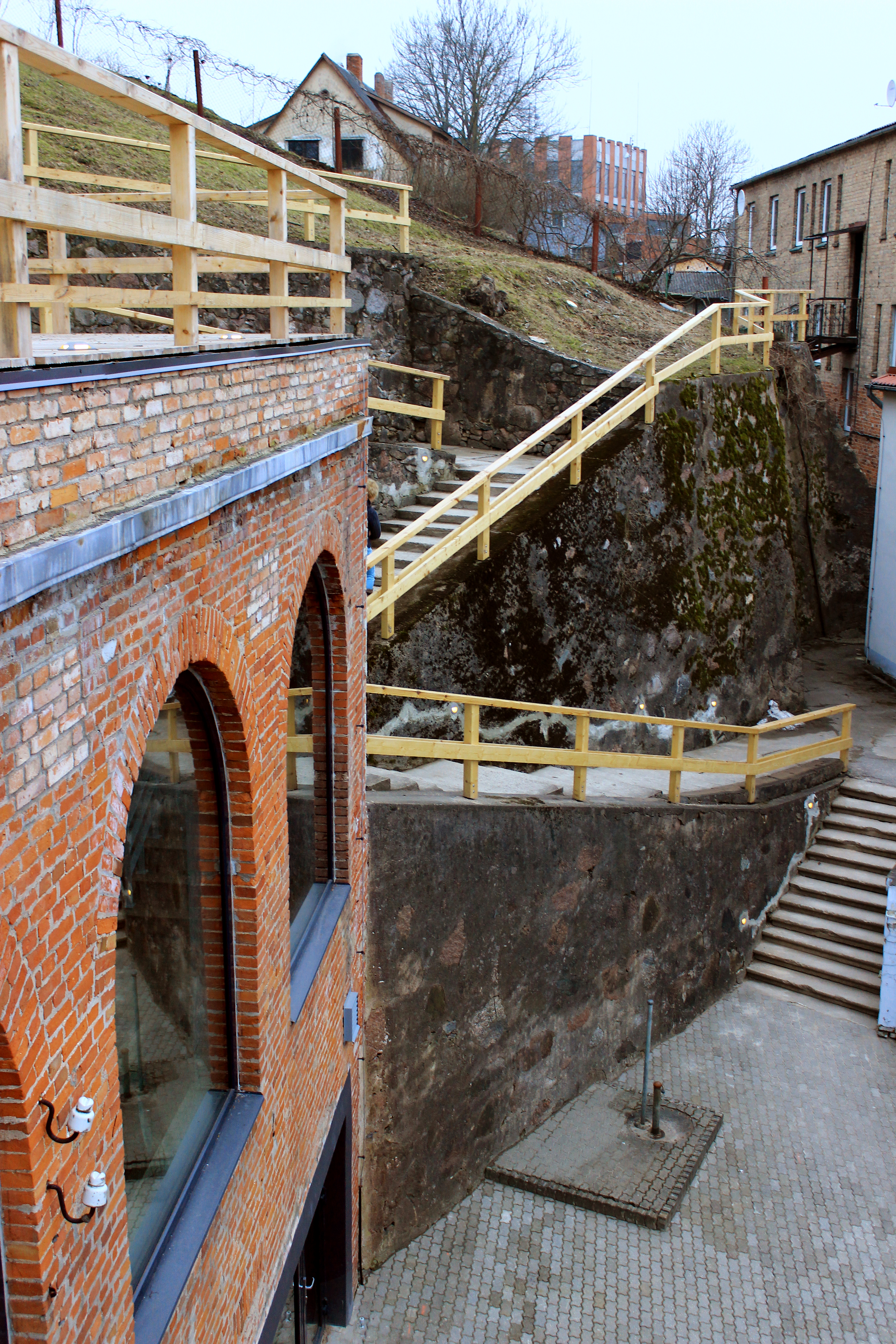
Двор Талсинского культурного центра
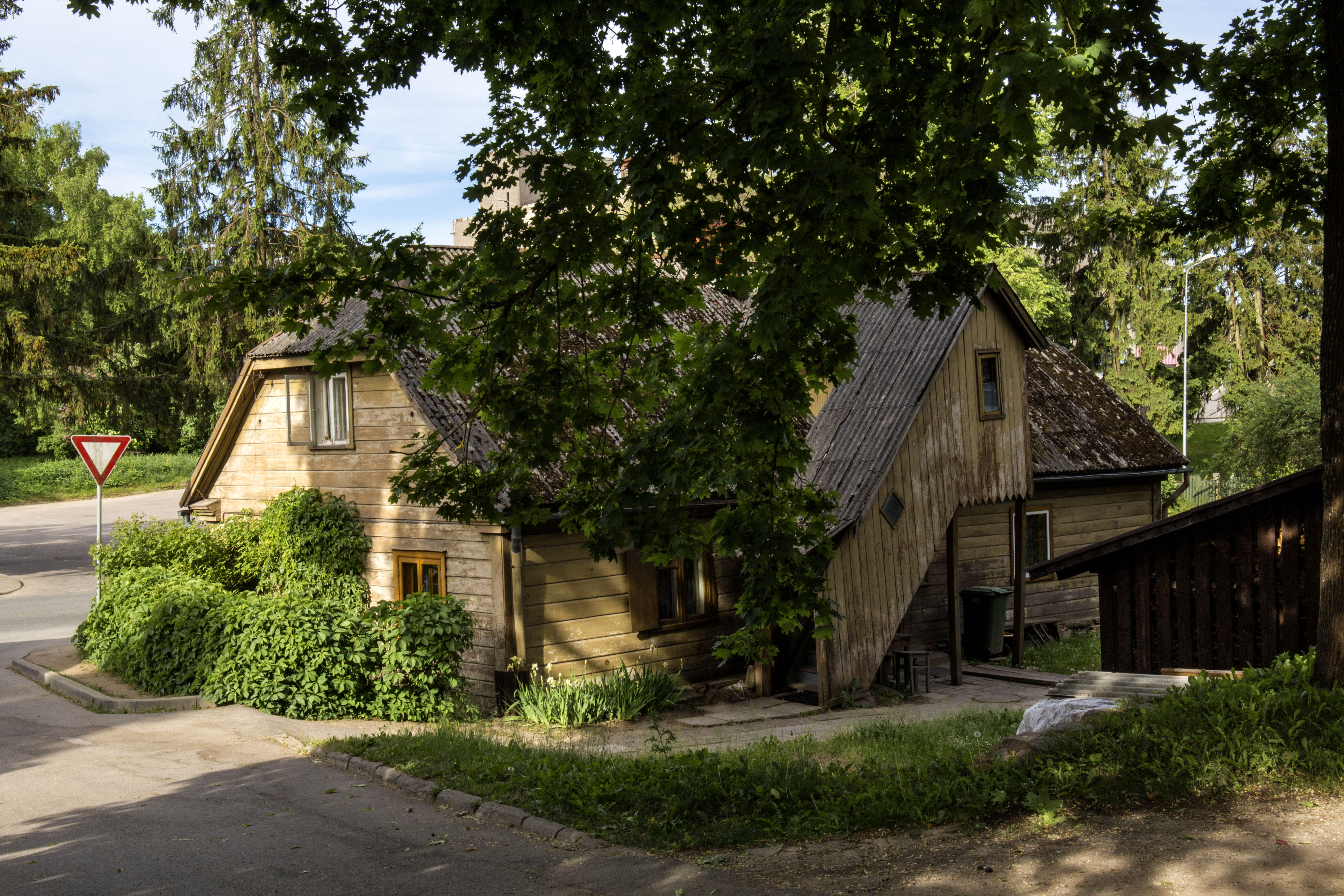
Старый деревянный дом
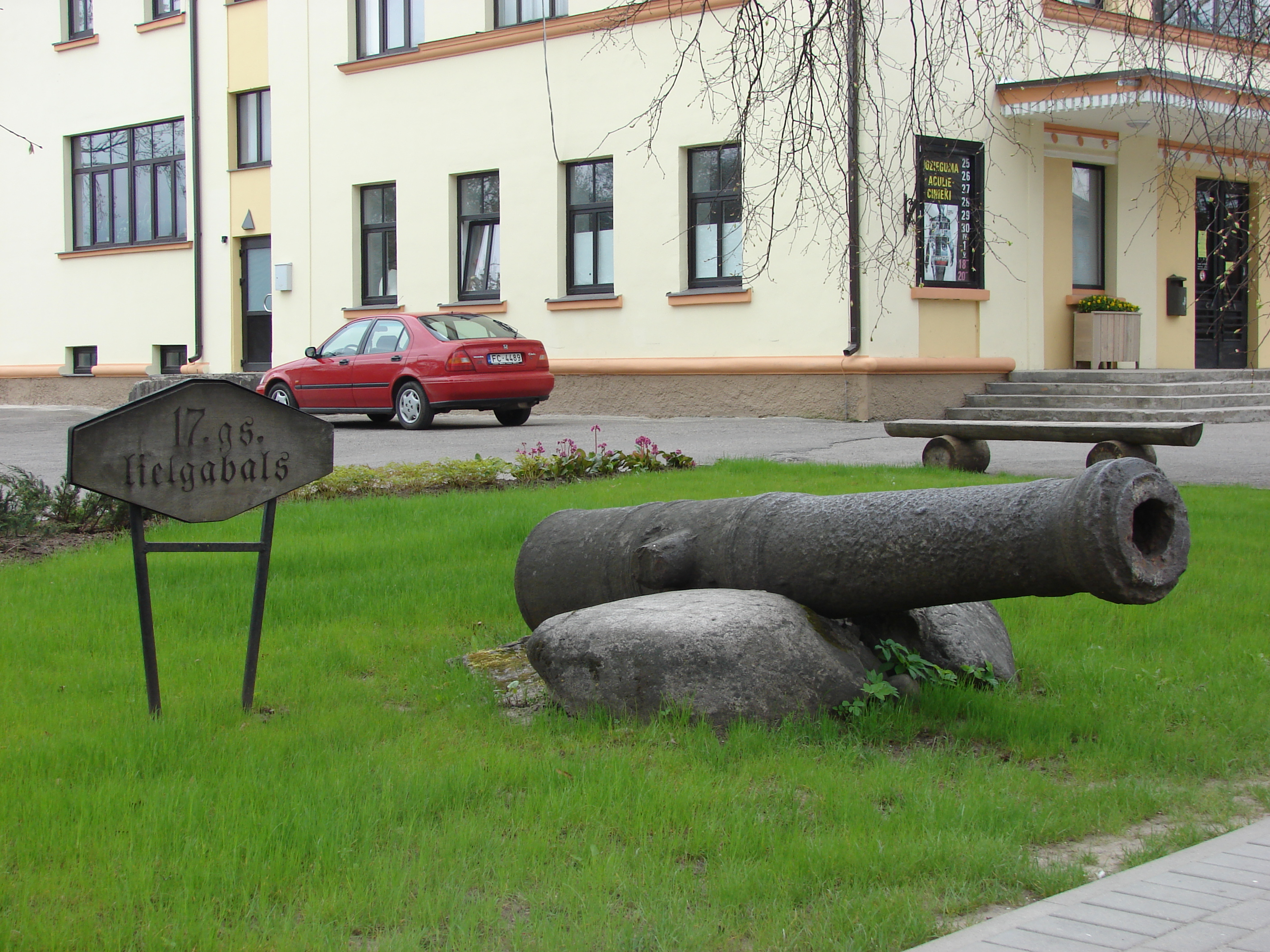
Пушка XVII века
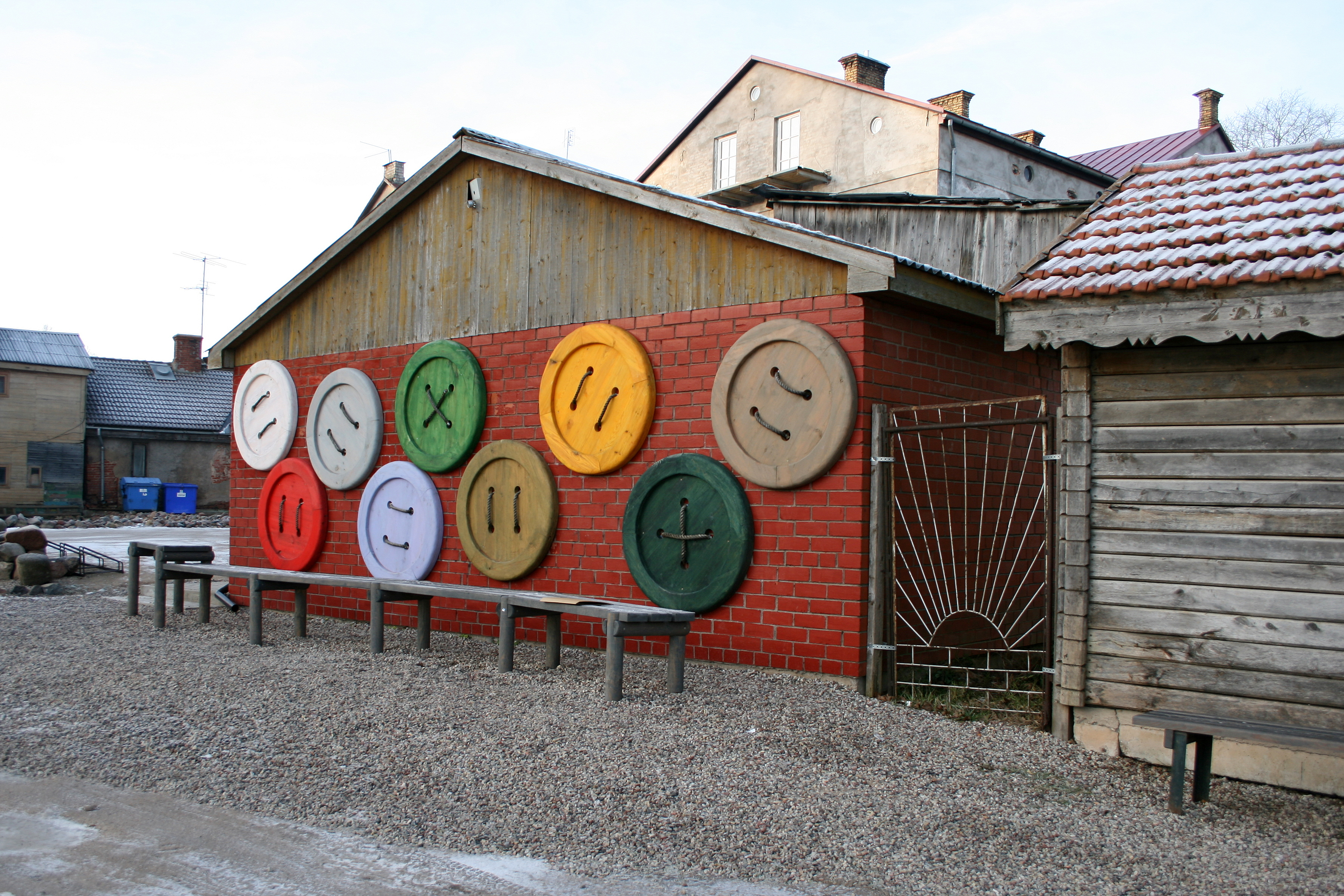
Дом с пуговицами
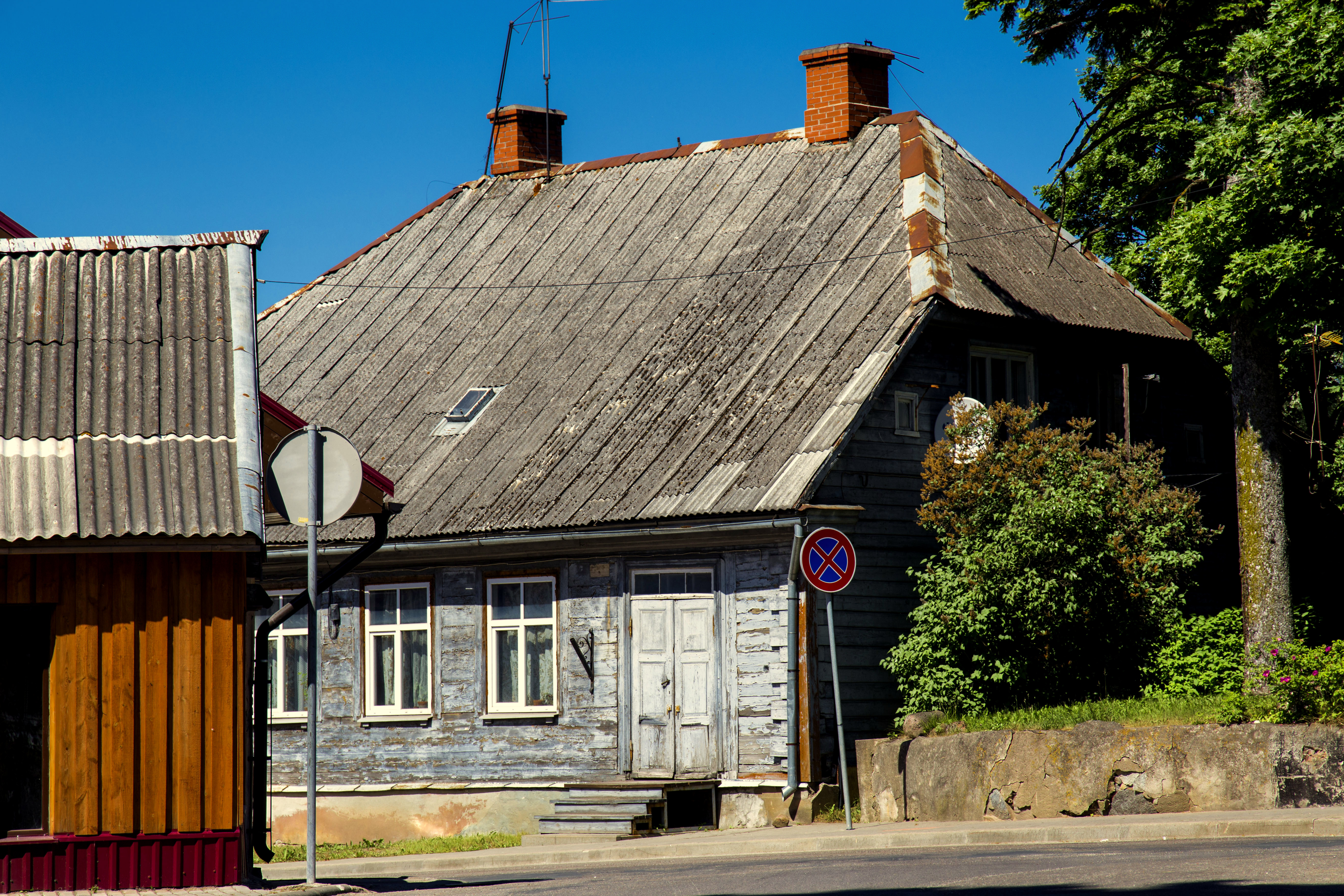
Деревянный дом в латвийском стиле
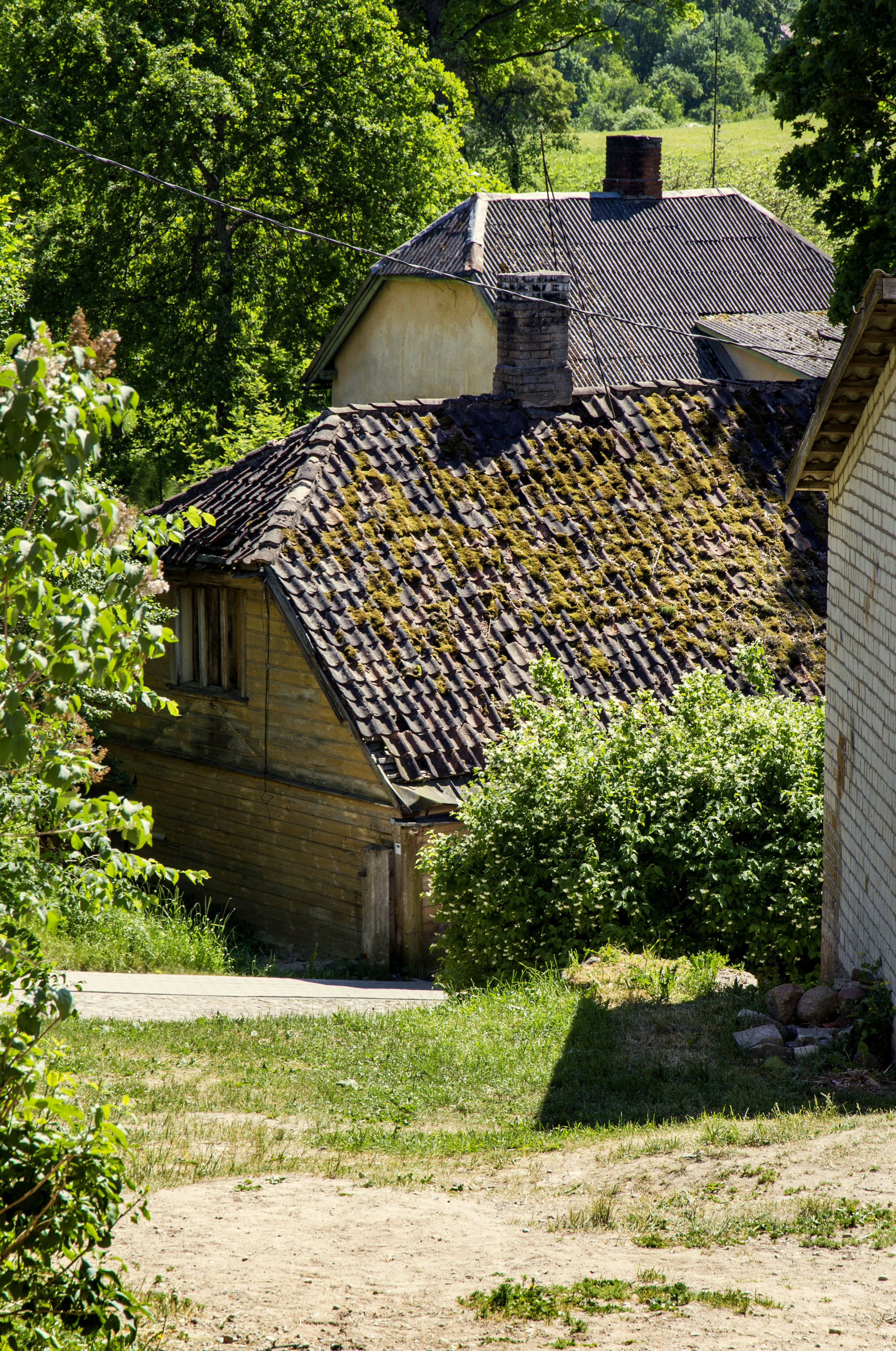
Деревянный дом под пригорком
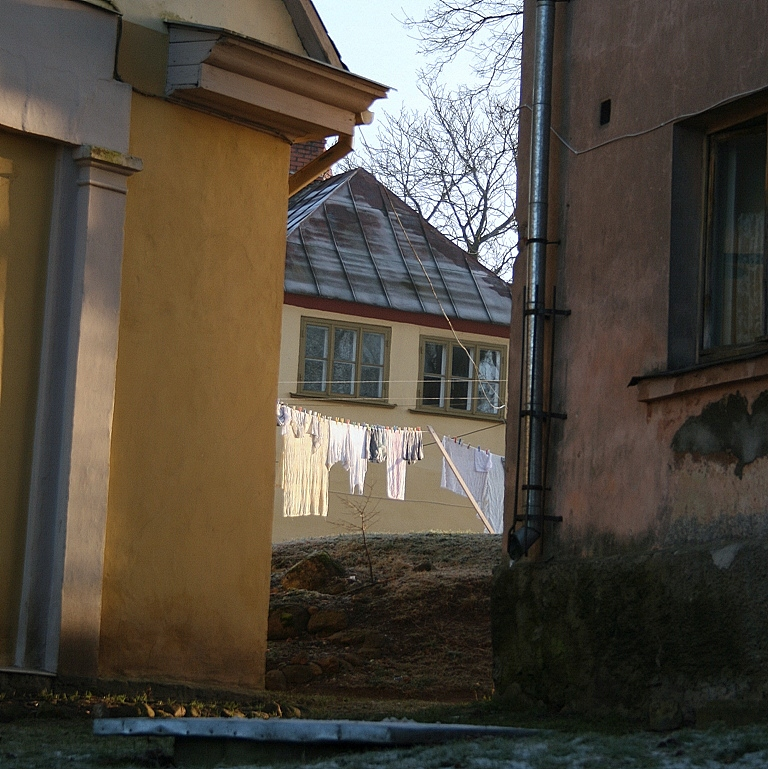
Уголок Талси
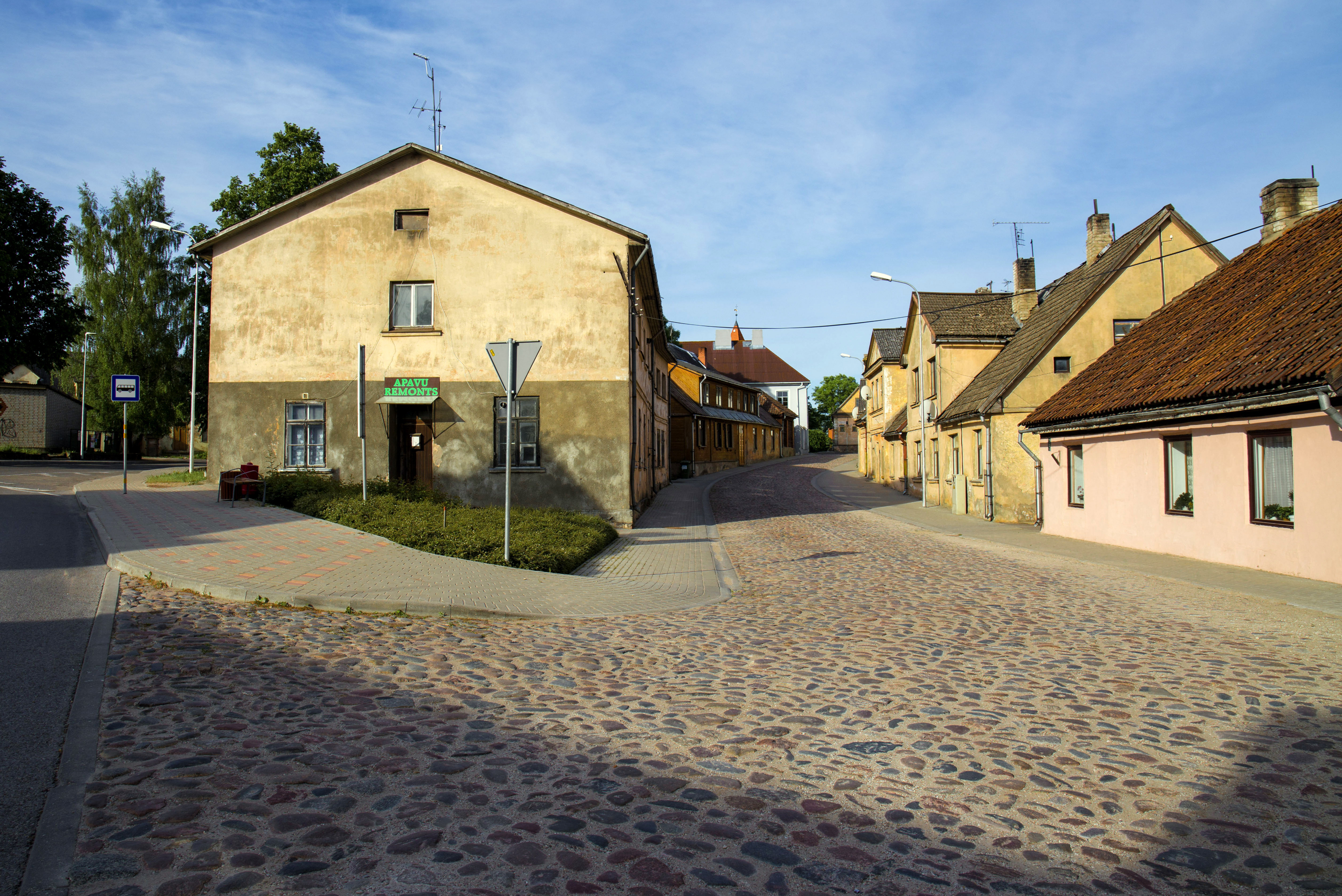
Улица в Талси
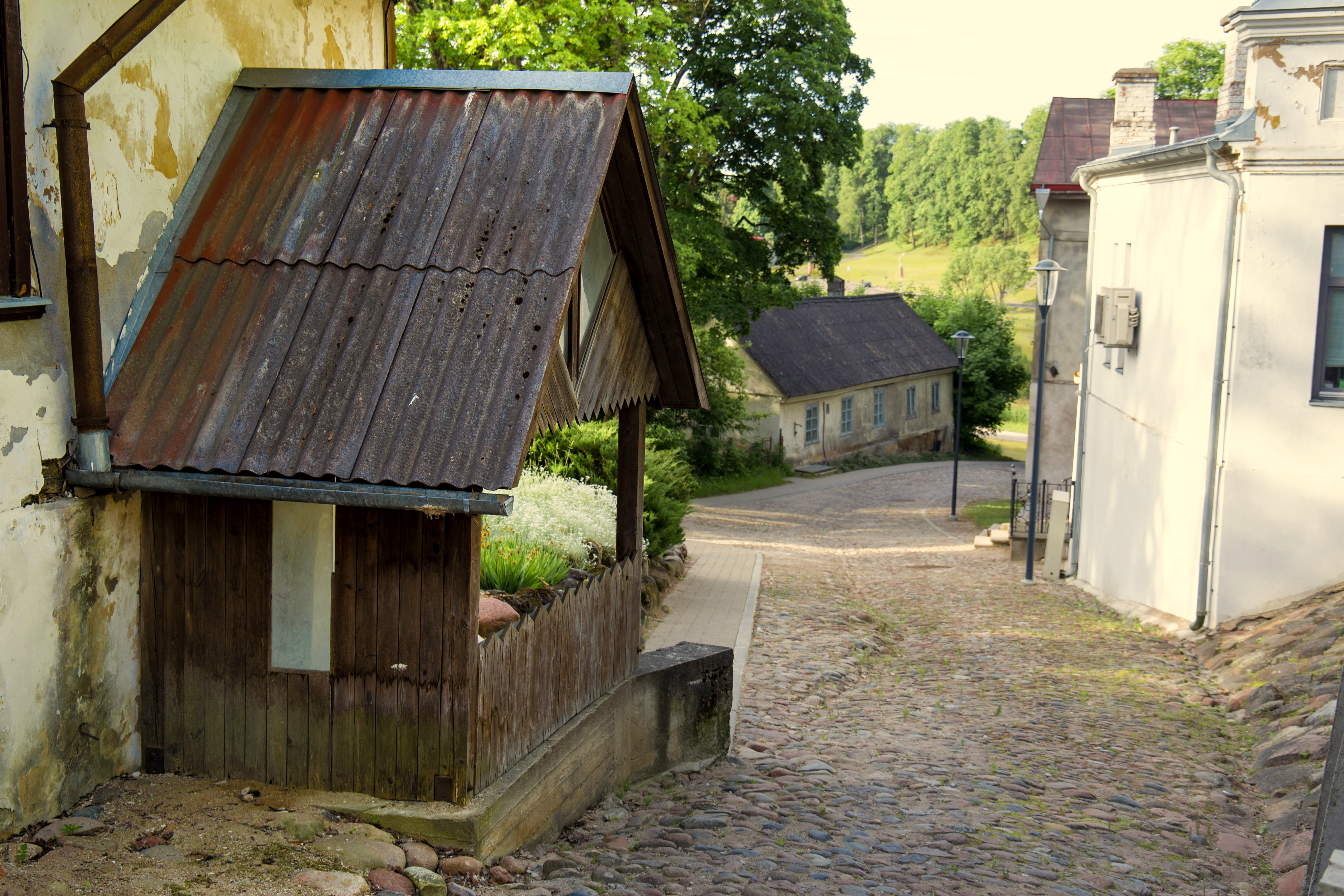
Крыльцо и вид вниз по улице
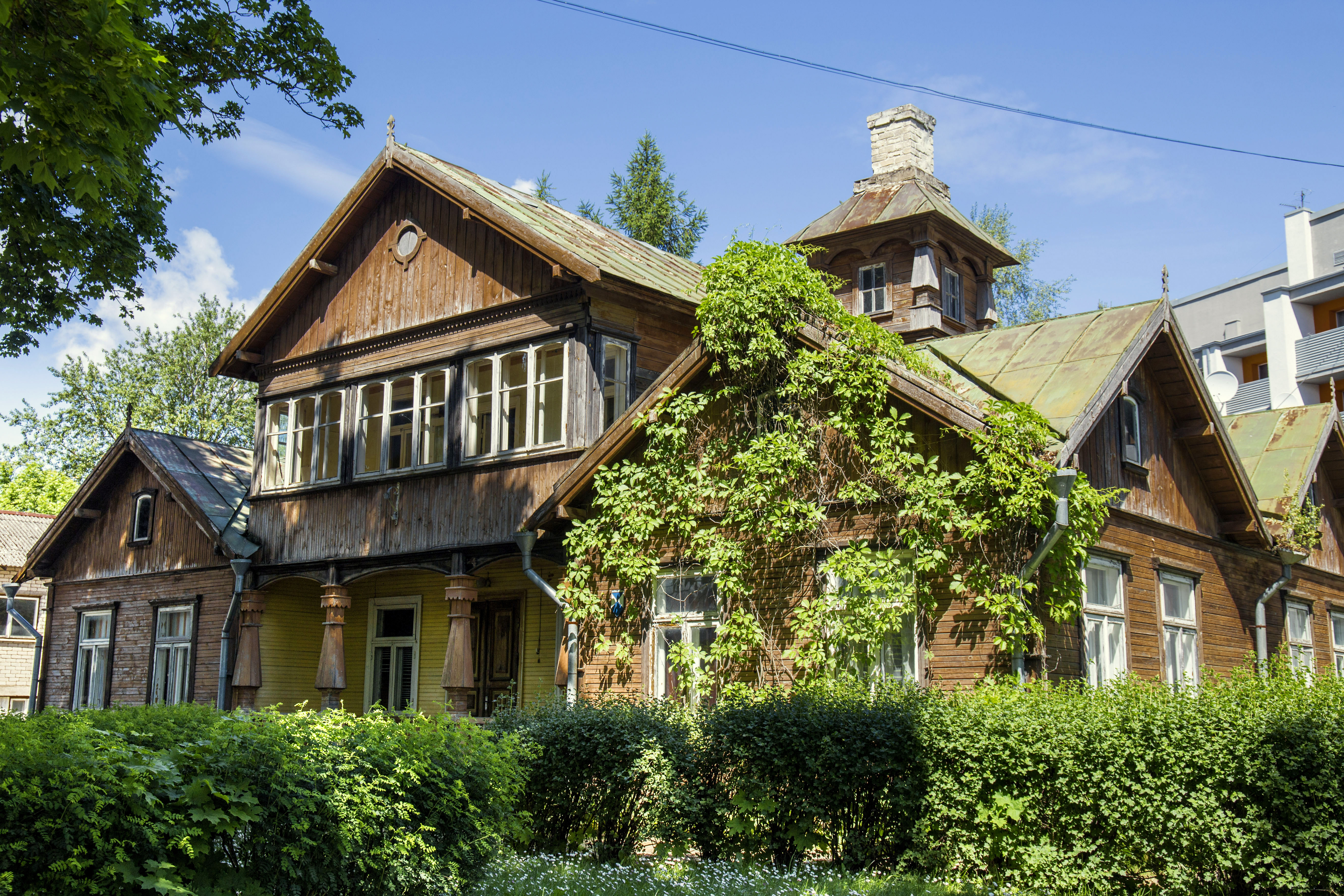
Памятник деревянной архитектуры
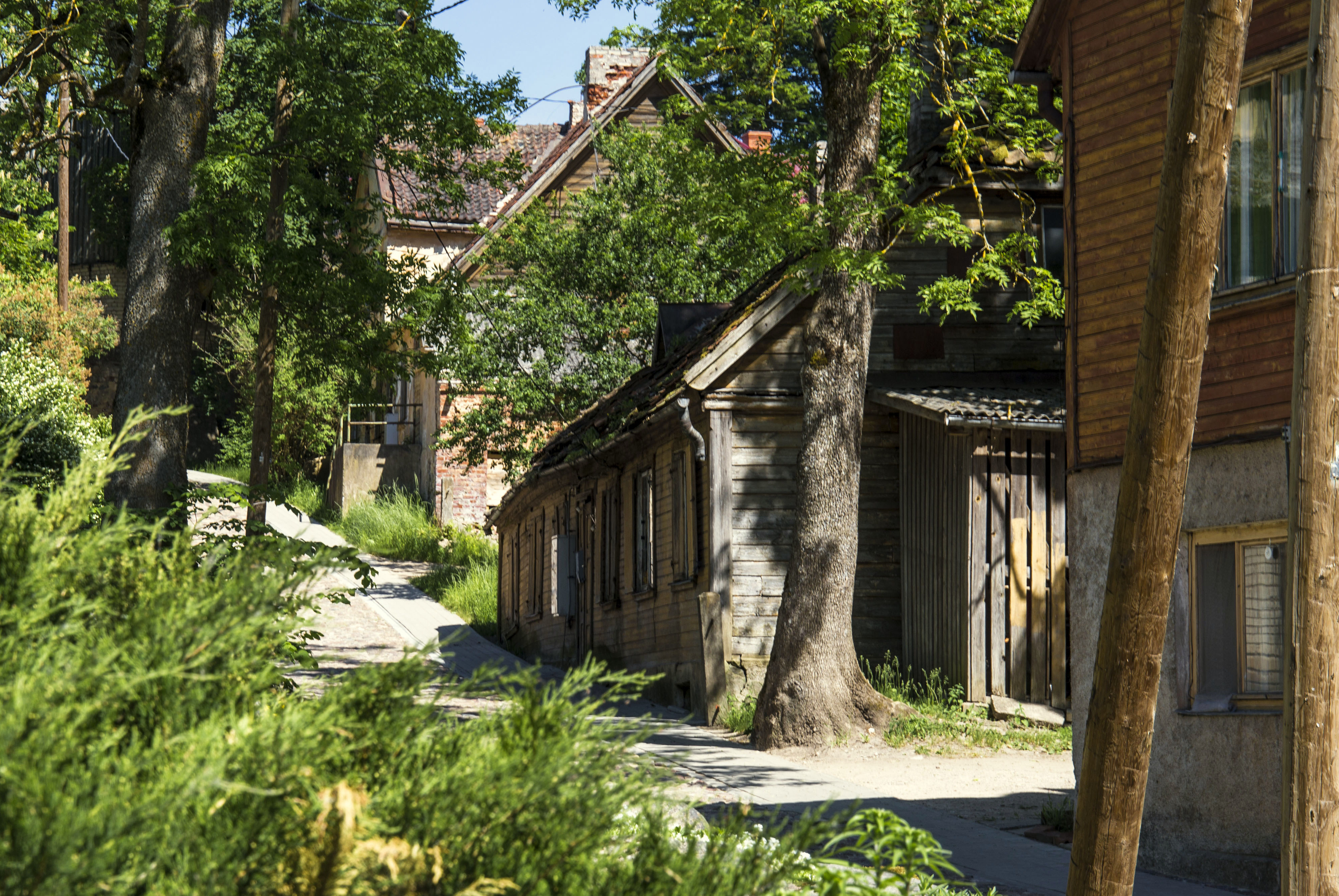
Утопающие в зелени строения
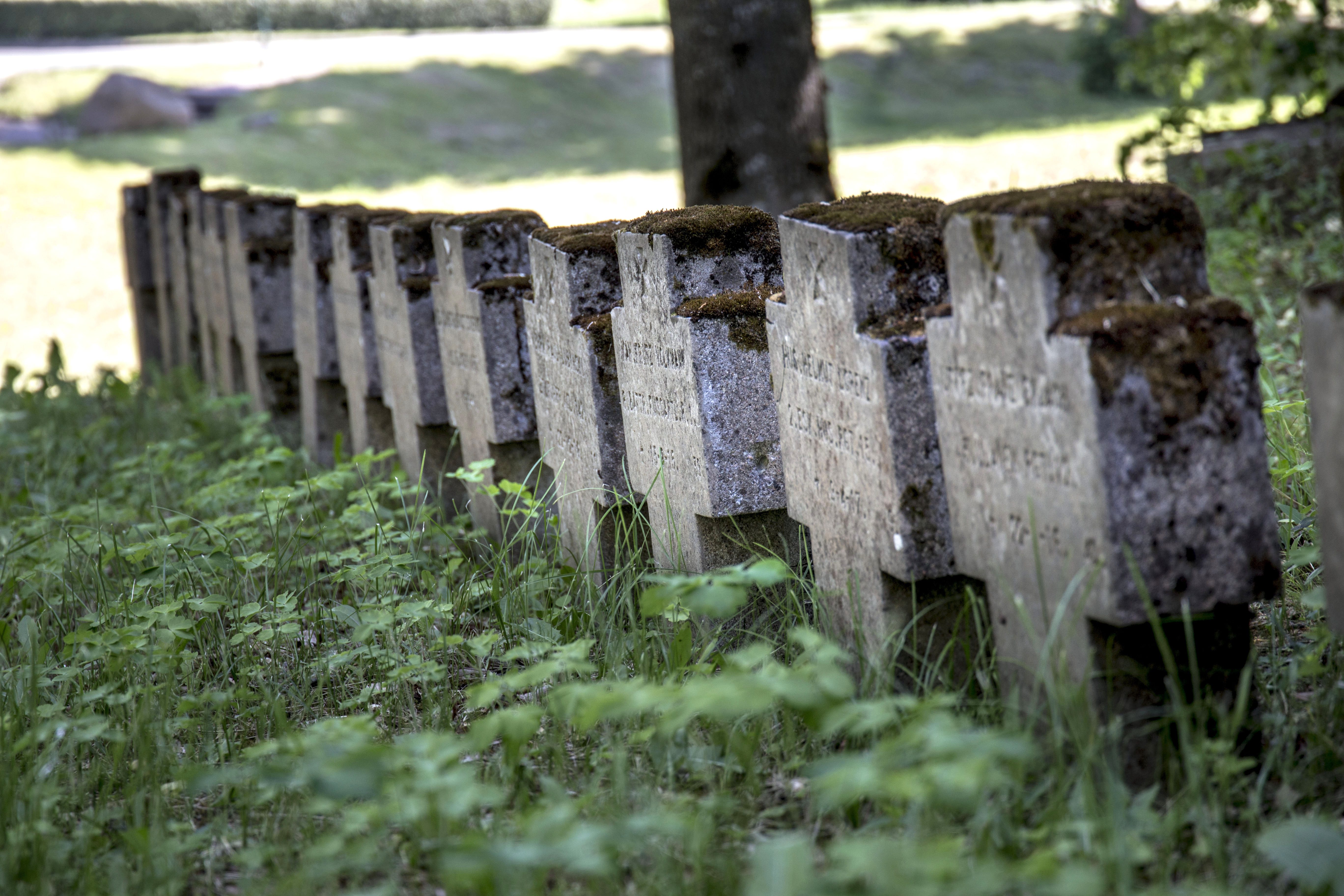
Немецкое военное кладбище